# Teresa Vilasetrú i Teixidó
Teresa Vilasetrú i Teixidó (Maials, Lleida, 8 de novembre de 1905 -  Ciutat de Mèxic, 4 d’agost de 1980) va ser una mestra lleidatana d'ensenyament infantil, exiliada a Mèxic.      

## Activitat professional i política
Mestra des de 1926, Teresa Vilasetrú va fundar a Lleida una escola bressol, la «Llar d’Infants», d’acord amb els criteris propugnats per Maria Montessori. Participà també en les tertúlies pedagògiques que s’organitzaren al cafè Exprés, del carrer Major, i que constituirien l'embrió del que seria després el grup de renovació pedagògica Batec, molt actiu en les terres de Lleida.
L’any 1930, casada amb el mestre i dirigent polític Víctor Colomer, es traslladà a Barcelona, on ella va treballar al Grup Escolar Astúries. Estigué adscrita a la Federació de Treballadors de l'Ensenyament de la UGT des de novembre de 1934, afiliada al Bloc Obrer i Camperol (BOC) i al PSUC (Partit Socialista Unificat de Catalunya) des de juliol de 1936.
Durant la guerra civil, compromesa amb la República, va treballar en la Comissió femenina del PSUC i va col·laborar al diari Treball, on escrigué articles sobre ensenyament.

## Exili
Es va exiliar a França el febrer de 1939, quan creuà la frontera per la Jonquera. Va estar a Montesquiu (Gers) fins que es va embarcar a Seta en el vaixell Sinaia, amb el seu marit i un fill de deu anys. Arribà al port mexicà de Veracruz el 13 de juny següent. Treballà en el col·legi Cervantes de Torreón i al Colegio Madrid, de Ciutat de Mèxic. I va viure a l’exili fins a la seva mort.   